# Antonín Mlejnský
Antonín Mlejnský (* 17. Mai 1973 in Prag) ist ein ehemaliger tschechischer Fußballspieler. Den Großteil seiner Karriere verbrachte der Verteidiger beim Prager Klub Viktoria Žižkov. Mit Sparta Prag wurde er 1999 tschechischer Meister. Für die Tschechische Nationalmannschaft bestritt er 2002 ein Länderspiel.

## Karriere
Mlejnský spielte in seiner Jugend für TJ Davle und Okula Nýrsko. Sein erster Verein im Herrenbereich war in der Saison 1993/94 DIOSS Chomutov in der dritten Liga. Nach einem Jahr wechselte Mlejnksý zum SC Horní Počernice in die 2. Liga, nach sechs Monaten wurde er Anfang 1995 vom Erstligisten Viktoria Žižkov verpflichtet. Dort erkämpfte sich der Verteidiger schnell einen Stammplatz. 1998 wechselte er zu Sparta Prag und wurde tschechischer Meister. Durchsetzen konnte sich Mlejnský dort jedoch nicht und kehrte nach einer Saison zu Viktoria Žižkov zurück. Dort gehörte er zu den Leistungsträgern und wurde Mannschaftskapitän. Seine wohl beste Form hatte er in der Saison 2001/02, in der er auch das einzige Länderspiel seiner Karriere bestritt. Im Freundschaftsspiel gegen Griechenland am 17. April 2002 in Ioannina, das torlos endete, wurde er in der 23. Minute für Petr Johana eingewechselt.
Vor der Saison 2004/05 zog er sich eine Rückenverletzung zu und musste mehrere Monate pausieren. In der Winterpause stieg er wieder in das Mannschaftstraining ein, in der letzten Trainingseinheit vor Rückrundenbeginn erneuerte sich die Verletzung, so dass Mlejnský schließlich in der Saison 2004/05 kein einziges Spiel bestritt. Wegen anhaltendem Lohnrückstand verklagte er seinen Klub und bekam vom tschechischen Fußballverband recht. Wegen dieser Angelegenheit durfte Viktoria Žižkov zeitweise keine Transfers tätigen. Mlejnský, mit der Vereinsführung zerstritten, plagte weiterhin seine Rückenverletzung. Erst nach etwa 30 Monaten, am 12. März 2007 gab er in der B-Mannschaft, die in der vierten Liga spielte, sein Comeback. Dabei gelang ihm auch ein Tor.